# Marcin Jędrusiński

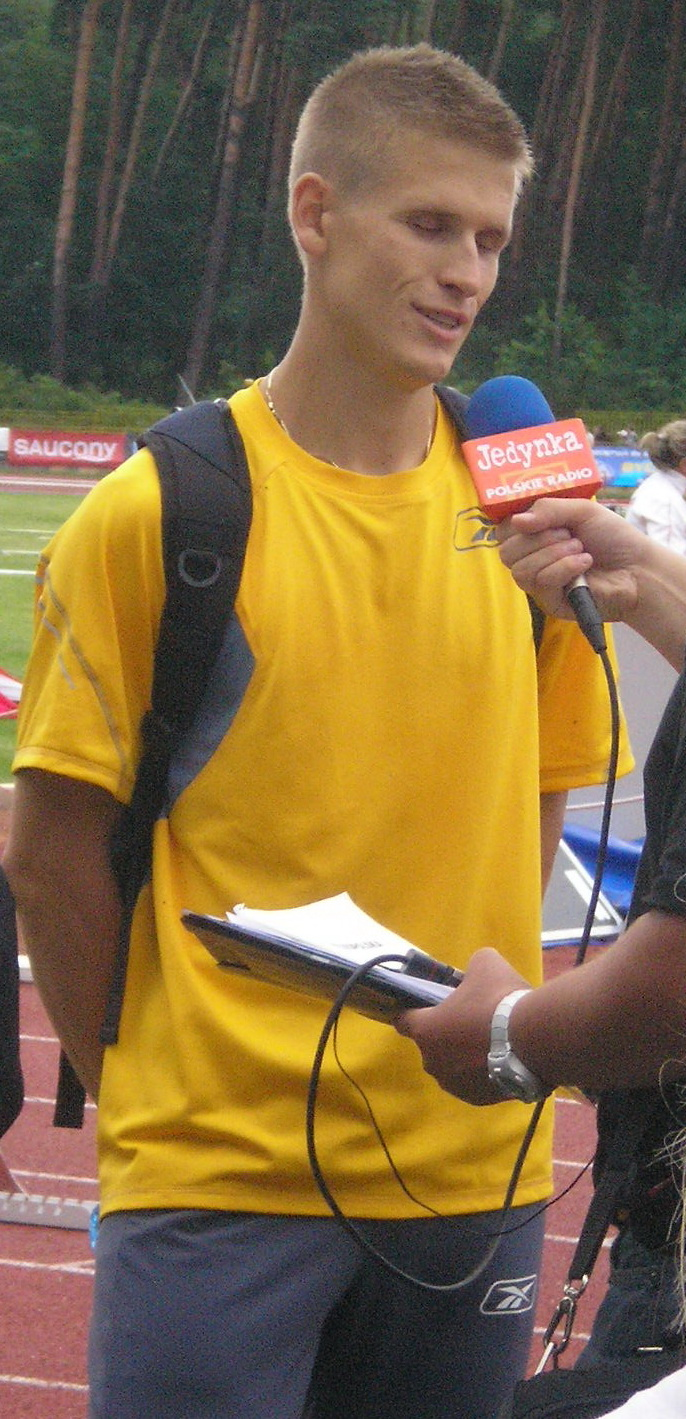
Marcin Jędrusiński in Posen 2007

Marcin Jędrusiński (* 28. September 1981 in Breslau) ist ein ehemaliger polnischer Sprinter.
Über 200 Meter gewann er bei den Juniorenweltmeisterschaften 2000 in Santiago Silber und bei den U23-Europameisterschaften 2001 in Amsterdam Gold.
Bei den Weltmeisterschaften 2001 in Edmonton kam er mit der polnischen Mannschaft in der 4-mal-100-Meter-Staffel auf den siebten Platz. 2002 wurde er über 200 Meter bei den Halleneuropameisterschaften in Wien Sechster und bei den Europameisterschaften in München Fünfter; bei den Weltmeisterschaften 2003 in Paris/Saint-Denis schied er im Halbfinale aus.
2004 erreichte er bei den Olympischen Spielen in Athen über 200 Meter das Halbfinale und kam mit dem polnischen Team in der 4-mal-100-Meter-Staffel auf den fünften Rang. Nach einem weiteren Halbfinal-Aus bei den Weltmeisterschaften 2005 in Helsinki startete er bei den Europameisterschaften 2006 in Göteborg über 100 m, kam aber auch dort nicht über das Halbfinale hinaus. Erfolgreicher war er mit der polnischen 4-mal-100-Meter-Stafette, die Silber gewann.
Bei den Weltmeisterschaften 2007 in Osaka gelangte er über 200 Meter ins Halbfinale, bei den Olympischen Spielen 2008 ins Viertelfinale. Er war in Peking auch Teil der polnischen 4-mal-100-Meter-Stafette, die im Vorlauf das Ziel nicht erreichte.
Zweimal wurde er polnischer Meister über 100 Meter (2003, 2007) und sechsmal über 200 Meter (2002, 2003, 2005–2008). In der Halle errang er zweimal den nationalen Titel über 200 Meter (2007, 2009).

## Persönliche Bestzeiten
- 60 m (Halle): 6,67 s, 18. Februar 2006, Warschau
- 100 m: 10,26 s, 31. Mai 2008, Chorzów
- 200 m: 20,31 s, 9. August 2002, München
  - Halle: 20,75 s, 1. März 2002, Wien